# Alf Palmer
Alf Palmer (* um 1891; † 1981), oder Jinbilnggay in seiner Muttersprache, war der letzte Muttersprachler des Warrungu, einer Sprache australischer Aborigines. Er lebte in Townsville, Australien.
Um seine Sprache für die Nachwelt zu erhalten, arbeitete er mit den Linguisten Tasaku Tsunoda aus Japan und Dr. Peter Sutton aus Sydney, Australien zusammen. Er war darauf bedacht, dass seine Sprache überleben solle, und sagte mehrfach zu Tsunoda, „Ich bin der Letzte, der Warrungu spricht. Wenn ich sterbe, stirbt auch die Sprache. Ich bringe Ihnen alles bei, was ich weiß, also schreiben Sie es genauso auf.“ (I'm the last one to speak Warrungu. When I die, this language will die. I'll teach you everything I know, so put it down properly.)

## Weblink
- Artikel über Alf Palmer und Warrungu, mit Fotos (englisch)

| Personendaten    | Personendaten                                                                |
| ---------------- | ---------------------------------------------------------------------------- |
| NAME             | Palmer, Alf                                                                  |
| ALTERNATIVNAMEN  | Jinbilnggay                                                                  |
| KURZBESCHREIBUNG | letzter Muttersprachler des Warrungu, einer Sprache australischer Aborigines |
| GEBURTSDATUM     | um 1891                                                                      |
| STERBEDATUM      | 1981                                                                         |